# Kristus, trpeči odrešenik (Mantegna)
Kristus, trpeči odrešenik je slika italijanskega renesančnega umetnika Andrea Mantegne, datirana v okoli 1488-1500 in jo hranijo v muzeju Statens for Kunst, Københavnu, Danska.

## Zgodovina
Delo je na splošno dodeljeno v čas Mantegnovega bivanja v Rimu zaradi slogovnih podobnosti s sliko Madona v votlini, čeprav so ga drugi umetnostni zgodovinarji obravnavali od 1490-ih.
Slika se pojavlja v inventarju družine Gonzaga iz leta 1627 in je pripadala kardinalu Silviu Valentiju Gonzagi leta 1763, ko je postala last danske kraljevine, ko ga je pridobil danski kralj Friderik IV. in svojo zbirko izenačil z zbirko drugih evropskih vladajočih družin.

## Opis
Slika je podpisana na robu marmornate podlage in njegova izvirna različica tradicionalne teme Pietà. Kristus, upodobljen z odprtimi rokami, da pokaže vse rane križanja, je postavljen na fino izklesan antični sarkofag. V bližini ni nobenega pravega lika, niti svete Marije niti Marije Magdalene.
Njegovo telo je zavito v kovinsko belo ogrinjalo, podpirata pa ga dva klečeča angela (serafin in kerubin). Na levi strani je viden pokrov groba, ozadje pa zaseda daljna pokrajina v sončni svetlobi. Na desni je Kalvarija in kamnolom, v katerem dva moška obdelujeta ploščo, steber in kip. Še dva delavca sta vidna v jami, osvetljeni z notranjim virom svetlobe. Na koncu so na levi polja s pastirji in živino ter obzidano mesto Jeruzalem ob nogah skalnate ostroge. Dve pobožni ženski tečeta po poti do Jezusovega groba.
Za glavne figure so značilni skrčeni in stisnjeni obrazi, katerih bolečino okrepijo lomljene črte kompozicije. Gre za dokaj novo izrazno sredstvo avtorja, ki prekine statične in slovesne načine Camera degli Sposi v prid »energiji, ki je kričala skoraj z bridkostjo«. 
Ta tema (mrtvi Kristus, ki ga podpirajo angeli), ki je v evangelijih ni, se je prvič pojavila pri slikarju in kiparju Donatellu, zatem so se je lotili številni drugi umetniki, zlasti slikarja Antonello da Messina in Giovanni Bellini.